# ياغو إغليسياس
سانتياغو "ياغو" إغليسياس إستيبا (بالإسبانية: Santiago "Yago" Iglesias Estepa) هو مدرب كرة قدم إسباني، يشغل حالياً منصب المدير الفني لنادي لوغو الذي ينافس في دوري الدرجة الثالثة الإسباني.

## وصلات خارجية
- Yago Iglesias على موقع قاعدة بيانات كرة القدم.إي يو (الإنجليزية)